# Son Yejin
Son Yejin (* 11. Januar 1982 in Daegu; wirklicher Name Son Eon-jin) ist eine südkoreanische Schauspielerin.

## Leben und Karriere
Son Yejins Schauspiel-Karriere begann 2000 mit einer Nebenrolle im Film Bimil von Park Ki-hyeong.
In A Moment to Remember (2004) spielt sie eine junge Frau, die sich in einen Tischler verliebt. Schon zu Beginn der Beziehung ist sie sehr vergesslich, doch im Verlauf wird ihre Vergesslichkeit immer schlimmer und Alzheimer wird bei ihr diagnostiziert. Ihr – mittlerweile – Ehemann kümmert sich fürsorgend um sie, während sie versucht, nicht alles zu vergessen. Das Melodrama war mit über 2 Millionen Zuschauern einer der erfolgreichsten Filme des Jahres in Südkorea und erlangte große Bekanntheit auch in Japan.
In Open City – Jäger und Gejagte (2008) spielt sie die Anführerin einer Diebesbande.
In der romantischen Komödie Spellbound (2011) spielt sie ein Mädchen, das von Geistern verfolgt wird und deshalb keine Liebesbeziehung führen kann, da die Geister ihr das Glück nicht gönnen. 2013 spielte sie die Hauptrolle in dem ernsteren Thriller Blood and Ties, in der Sons Figur herausfindet, dass ihr Vater in einem Mord- und Entführungsfall der Täter ist.
2014 spielte sie eine Hauptrolle in dem Katastrophenfilm The Tower, einem Remake des US-amerikanischen Films Flammendes Inferno (1974). Für ihre Leistung in dem Film Pirates erhielt sie den Daejong-Filmpreis als beste Schauspielerin.
2015 spielte sie die weibliche Hauptrolle in der chinesisch-koreanischen Action-Komödie Bad Guys Always Die. Der Film spielt vorwiegend auf der südkoreanischen Ferieninsel Jejudo und handelt von vier chinesischen Touristen, die aufgrund einer missglückten Geldwäsche plötzlich in ein Mordkomplott einer Gang geraten; die Motive von Sons Figur bleiben dabei anfangs undurchsichtig.
2016 spielte sie die Hauptrolle in dem Politthriller The Truth Beneath und wurde mit dem Buil Film Award als beste Schauspielerin ausgezeichnet. Außerdem spielte sie letzte Prinzessin der Joseon-Dynastie, Deokhye, in der Filmbiografie The Last Princess von Hur Jin-ho, basierend auf dem Roman Deokhye Ongju (덕혜옹주) von Kwon Bi-yeong. Son nahm die Rolle ohne zu zögern an. In einem Interview sagte sie: „Ich weiß, wie schwierig es ist, einen Film zu finden, der einer weiblichen Figur so viel Bedeutung beimisst und ihren Lebensweg behandelt … Ich kann mir nicht vorstellen, dass ich während meiner Karriere nochmal die Chance zu solch einem Film bekomme.“ Allerdings spürte sie einen enormen Druck, eine historische Person zu spielen, da es für sie das erste Mal war, eine solche Rolle zu verkörpern: „Der schwierigste Teil, Prinzessin Deokhye zu spielen, war, die ganze Zeit darüber nachzudenken, was die Prinzessin getan hätte in Situationen, in denen ich mit der Diskrepanz zwischen existierenden Archivdokumenten und der Filmadaption konfrontiert war.“ Nachdem sie sich den fertigen Film ansah, sagte sie, sie bereue ihre Wahl nicht.
Am 31. März 2022 heiratete sie den Schauspieler Hyun Bin.

## Filmografie

### Filme
- 2000: Bimil (비밀)
- 2002: Im Rausch der Farben und der Liebe (취화선 Chihwaseon)
- 2002: Lovers’ Concerto (연애소설 Yeonae Soseol)
- 2003: Classic (클래식)
- 2003: Crazy First Love (첫사랑 사수 궐기대회 Cheotsarang Sasu Gwolgidaehoe)
- 2004: A Moment to Remember (내 머리속의 지우개 Nae Meori Sok-ui Jiugae)
- 2005: April Snow (외출 Oechul)
- 2005: The Art of Seduction (작업의 정석 Jakeob-ui Jeongseok)
- 2007: Yobi, the Five-Tailed Fox (Cheonnyeonyeou Yeoubi, Sprechrolle)
- 2008: Open City – Jäger und Gejagte (Mubangbi Dosi)
- 2008: My Wife Got Married (아내가 결혼했다 Anae-ga Gyeolhonhaetda)
- 2010: White Night (백야행 – 하얀 어둠 속을 걷다 Baekyahaeng: Hayan Eodum Sokeul Geotda)
- 2011: Spellbound (오싹한 연애 Ossakhan Yeonae)
- 2012: The Tower – Tödliches Inferno (Ta-weo)
- 2013: Blood and Ties (공범 Gongbeom)
- 2014: Pirates – Das Siegel des Königs (해적 Haejeok)
- 2015: Bad Guys Always Die (坏蛋必须死)
- 2016: The Truth Beneath (비밀은 없다)
- 2016: The Last Princess (덕혜옹주)
- 2018: Be with You (지금 만나러 갑니다 Jigeum Mannareo Gamnida)
- 2018: The Negotiation (협상)

### Fernsehserien
- 2001: Delicious Proposal (맛있는 청혼 Masitneun Cheonghon, MBC)
- 2001: Seon-hui Jin-hui (선희 진희, MBC)
- 2002: Great Ambition (대망 Daemang, SBS)
- 2003: Summer Scent (여름향기 Yeoreum Hyanggi, KBS2)
- 2006: Alone in Love (연애시대 Yeonae Sidae, SBS)
- 2008: Spotlight (스포트라이트, MBC)
- 2010: Personal Taste (개인의 취향 Gaein-ui Chwihyang, MBC)
- 2011: Secret Garden (Cameo-Auftritt, Episode 20, SBS)
- 2013: Shark (상어 Sangeo, KBS2)
- 2018: Something in the Rain (밥 잘 사주는 예쁜 누나 Bap Jal Sajuneun Yeppeun Nuna, JTBC)
- 2019: Crash Landing On You
- 2022: Thirty-Nine (서른, 아홉 Seoreun, Ahop, JTBC)